# Майна бірманська
Ма́йна бірманська (Acridotheres burmannicus) — вид горобцеподібних птахів родини шпакових (Sturnidae). Мешкає в Південно-Східній Азії.

## Опис

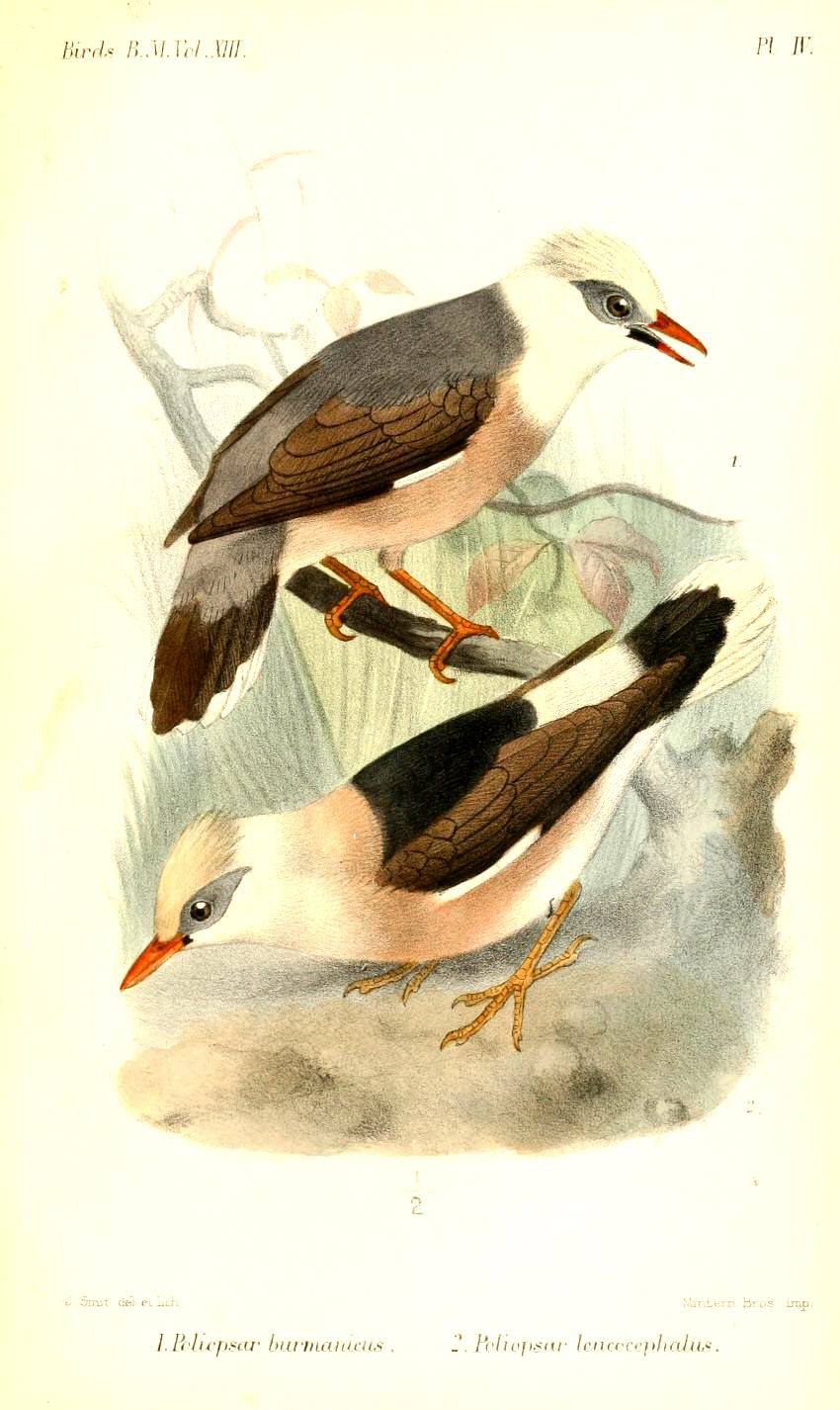
Бірманські майни (підвид A. b. burmannicus зверху, підвид A. b. leucocephalus знизу)

Довжина птаха становить 21-34 см, довжина крила становить 112-122 мм. Голова, шия і верхня частина грудей білувато-охристі. Нижня частина грудей і живіт рожевувато-сірі. Спина темно-сіра, іноді з легким металевим відблиском. Крила округлі, першорядні махові пера темно-бурі біля основи і на кінці та контрастно охристі посередині, що формує на крилах світлу пляму, помітну в польоті. Другорядні махові пера блідо-коричневі, більш світлі, ніж першорядні. Центральні стернові пера повністю бурі, решта мають охристі кінчики, які поступово збільшуються до країв. Пера на голові дещо видовжені. Райдужки карі. Дзьоб за довжиною майже дорівнює голові, дещо вигнутий на кінці, жовтувато-оранжевий, біля основи чорний. Лапи жовтувато-оранжеві. Виду не притаманний статевий диморфізм. У молодих птахів голова і спина бурі.

## Підвиди
Виділяють два підвиди:
- A. b. burmannicus (Jerdon, 1862) — М'янма і крайній південний захід Юньнаню;
- A. b. leucocephalus Giglioli & Salvadori, 1870 — південний Індокитай, північ перешийка Кра.

Деякі дослідники виділіюять підвид A. b. leucocephalus у окремий вид Acridotheres leucocephalus.

## Поширення і екологія
Бірманські майни мешкають в М'янмі, Китаї, Таїланді, Лаосі, В'єтнамі і Камбоджі. Вони живуть на луках, полях і пасовищах. Зустрічаються парами або невеликими зграйками, на висоті до 1500 м над рівнем моря. Живляться комахами і плодами, яких шукають на деревах і на землі. Сезон розмноження триває з квітня по листопад. Бірманські майни гніздяться в дуплах дерев. За сезон може вилупитися кілька виводків.